# مقاطعة ماهوتاري
مقاطعة ماهوتاري هي إحدى مقاطعات النيبال الخمسة والسبعين. يبلغ عدد سكانها 553,481 حسب إحصائيات عام 2001، تبلغ مساحتها 1,002 كم².

## أعلام
- بهارات موهان أديكاري